# Boana alemani
Boana alemani é uma espécie de anuro da família Hylidae presente na Venezuela. Seus habitats naturais são as florestas úmidas de baixa altitude, rios e marismas de água doce.